# Servitore del popolo (serie televisiva)
Servitore del popolo (in ucraino Слуга народу?, Sluha narodu; in russo Слуга народа?, Sluga naroda; lett. "Servitore del popolo") è una serie televisiva di satira politica ucraina, creata da Volodymyr Zelens'kyj, che interpreta Vasilij Petrovyč Holoborodko, un insegnante di storia del liceo sulla trentina, che viene inaspettatamente eletto presidente dell'Ucraina dopo che un video girato da uno dei suoi studenti (che lo mostra intento a lanciare un'invettiva contro la corruzione che affligge la vita politica del paese) diventa virale.
La serie ha debuttato il 16 ottobre 2015 e si è conclusa a marzo 2019. È andata in onda per tre stagioni e ne è stato realizzato un adattamento cinematografico nel 2016. È stata prodotta da Kvartal 95, fondata da Zelens'kyj.
Il 31 marzo 2018, un partito politico intitolato alla serie televisiva è stato registrato presso il Ministero della giustizia. Zelens'kyj venne successivamente realmente eletto presidente dell'Ucraina il 20 aprile 2019, con oltre il 70% dei voti al secondo turno.

## Trama
Vasilij Petrovyč Holoboroďko è un insegnante di storia del liceo sulla trentina divorziato e con un figlio, che vince inaspettatamente le elezioni alla presidenza dell'Ucraina, grazie a un video virale caricato su YouTube girato da uno dei suoi studenti che lo mostra inveire contro la corruzione e l'oligarchia del governo ucraino, interpretando un capo di Stato onesto e contro il sistema.
Gli studenti di Holoborodko lanciano una campagna di crowdfunding per registrare la sua candidatura alla corsa presidenziale ucraina a sua insaputa, spingendo infine il loro sbalordito insegnante alla vittoria politica come nuovo presidente dell'Ucraina. Mentre è in carica, Vasilij è confuso dalle sue nuove responsabilità, ma gradualmente si allenta nei suoi doveri presidenziali e decide di estirpare la corruzione dall'oligarchia nel suo governo in modo severo.

## Episodi
| Stagione         | Episodi | Prima TV originale | Prima TV Italia |
| ---------------- | ------- | ------------------ | --------------- |
| Prima stagione   | 23      | 2015               | 2022            |
| Seconda stagione | 23      | 2017               | 2022            |
| Terza stagione   | 3       | 2019               | 2022            |

## Personaggi ed interpreti
- Vasilij Petrovyč Holoborodko (stagioni 1-3), interpretato da Volodymyr Zelens'kyj, doppiato in italiano da Luca Bizzarri.[11]
Un insegnante di storia del liceo sulla trentina che viene inaspettatamente eletto presidente dell'Ucraina, a seguito di uno sfogo contro la corruzione del governo nel suo paese filmato segretamente da uno dei suoi studenti.
- Jurij Ivanovyč Čuiko (stagioni 1-3), interpretato da Stanislav Boklan, doppiato in italiano da Mario Cordova.
Un politico corrotto che funge da primo ministro dell'Ucraina e viene successivamente smascherato come alleato degli oligarchi.
- Serhij Viktorovyč Muchin (stagioni 1-3), interpretato da Jevhen Koshovyj.
Ministro degli affari esteri dell'Ucraina ed ex attore.
- Rustem Ašotovyč Mamatov (stagioni 1-3), interpretato da Volodymyr Vasil'ovyč Horjans'kyj.
Oligarca. Prototipo di Rinat Achmetov.
- Michailo Semenovyč Rojzman (stagione 1-2), interpretato da Dmytro Orkin.
Oligarca. Prototipo di Ihor Kolomojs'kyj.
- Andrij Mykolajovyč Nemčuk (stagione 1-2), interpretato da Jurij Hrebel'nyk.
Oligarca. Prototipo di Viktor Pinčuk.
- Olha Jurijivna Miščenko (stagioni 1-3), interpretata da Olena Kravets.
Ex moglie di Vasilij e direttrice della Banca nazionale ucraina. Successivamente diventa primo ministro ad interim.
- Michajlo Ivanovyč Sanin (stagioni 1-3), interpretato da Jurij Krapov.
Ministro delle finanze dell'Ucraina.
- Michail Ašotovyč Tasunjan (stagioni 1-3), interpretato da Mychajlo Fatalov.
Capo dei Servizi segreti ucraini (SBU).
- Ivan Andrejevyč Skorik (stagioni 1-3), interpretato da Oleksandr Pikalov.
Ministro della difesa dell'Ucraina ed ex capitano della Marina.
- Petro Vasil'ovyč Holoborodko (stagioni 1-3), interpretato da Viktor Sarajkin.
Padre di Vasilij.
- Svetlana Petrovna Sachno (stagioni 1-3), interpretata da Kateryna Kisten.
Sorella di Vasilij ed ex primo vice del servizio fiscale ucraino.
- Marija Stefanovna Holoborodko (stagione 1, ricorrente nella stagione 2), interpretata da Nataliya Sumska.
Madre di Vasilij.
- Oksana Skovoroda (ricorrente nella stagione 1, stagione 2-3), interpretata da Olha Žukovcova-Kyjaško.
Segretaria di Muchin.
- Tolja (ricorrente nella stagione 1, stagione 2-3), interpretato da George Povolotsky.
Capo della sicurezza presidenziale e una guardia del corpo licenziato dopo che Vasilij considera i dettagli non necessari per il suo lavoro.
- Dmitro Vasil'ovyč Surikov (ricorrente nella stagione 1, stagione 2-3), interpretato da Dmitrij Suržikov.
Primo ministro dell'Ucraina, ex presidente del consiglio di sorveglianza della Banca nazionale. Prototipo di Petro Porošenko
- Anna Michailovna (stagioni 1-2), interpretata da Halyna Bezruk (stagione 1) e Anastasija Čepeljuk (stagione 2).
Consigliere generale del presidente, ex specialista del Dipartimento per lo sviluppo e amante di Vasilij, che viene smascherata come alleata degli oligarchi.

## Distribuzione
La serie è una commedia di satira politica e una delle fiction più viste dell'Ucraina.
Oltre che in Ucraina, la serie è stata distribuita in Bielorussia, Georgia, Armenia, Moldavia, Kazakistan, Polonia, Italia, Lituania, Estonia, Francia, Germania e negli Stati Uniti d'America.
In Russia è stato bandito nel 2019.
In Italia la serie è stata trasmessa su LA7 a partire dal 4 aprile 2022. In seguito, la serie è stata distribuita per intero su Netflix in lingua originale.

## Sequel
Nel 2016 viene realizzato il film satirico Servitore del popolo: il film, realizzato come seguito della serie e che ricopre gli eventi raccontati nella seconda stagione della serie dall'episodio 7 all'episodio 13.